# Валиханов, Чокан Чингисович
Чока́н Чинги́сович Валиха́нов (каз. Шоқан Шыңғысұлы Уәлиханов / Şoqan Şyñğysūly Uälihanov, настоящее имя — Мухамме́д-Хана́фия (каз. Мұхаммед-Қанапия); ноябрь 1835, орда-зимовка Кунтимес (Кусмурын), Аманкарагайский внешний округ, Российская империя (ныне близ села Кирова, Ауликольский район, Костанайская область, Казахстан) — 10 апреля 1865, урочище Кочен-Тоган, Кербулакский район, Тобольская губерния, Российская империя) — казахский учёный, географ, историк, этнограф, фольклорист, путешественник, просветитель и востоковед.. Служил[когда?]

 в Военно-учёном комитете Генерального штаба Военного министерства, Азиатском департаменте Министерства иностранных дел Российской империи.
Исследования Валиханова печатались в трудах Императорского Русского географического общества, в Лондоне (1865 год) (фр. «La Nouvelle géographie universelle») Элизе Реклю. Первое издание Сочинений Ч. Валиханова осуществлено в 1904 году отдельной книгой, двадцать девятым томом Записок Русского географического общества по Отделению этнографии под редакцией Н. И. Веселовского. В 1961—1972 годах и повторно в 1984—1985 годах Академией наук Казахстана, институтом археологии, истории и этнографии КазССР осуществлены пятитомные издания собрания сочинений Чокана Валиханова под ответственной редакцией Алькея Маргулана.

## Биография

### Детство
Чокан Валиханов был чингизидом — правнуком Абылай-хана и племянником Кенесары Касымова. Дед Чокана Вали-хан — один из 30 сыновей Абылай-хана. У него также был старший брат — Булат Валиханов, и младший — Жакып Валиханов. Чокан Валиханов родился в орде-зимовке Кунтимес Аманкарагайского внешнего округа (ныне аул Кунтимес в Сарыкольском районе Костанайской области). Кунтимес была постоянной зимовкой 1834—1853 годов его отца Чингиса Валиханова, старшего султана Аманкарагайского (с 1845 года — Кушмурунского) округа Омской области. При рождении мальчику было дано мусульманское имя Мухаммед-Канафия. Позже придуманное его прозвище Чокан закрепилось как официальное имя. В детстве (1842—1847 гг.) мальчик учился в казахской школе, открытой в орде Кунтимес, где он получил начальные знания казахского, кыпшак-чагатайского, арабского и персидского языков.

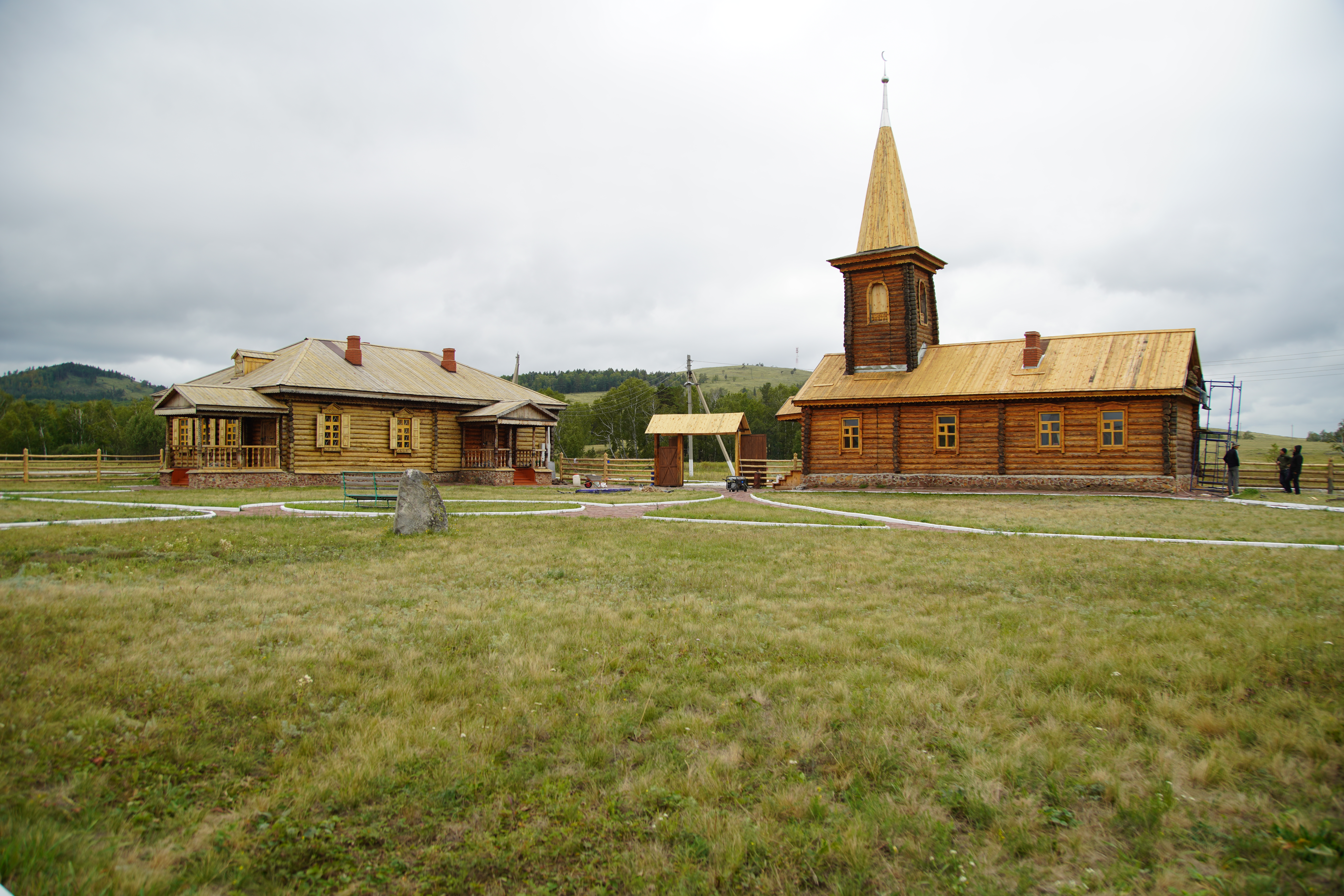
Усадьба Сырымбета, в которой прошли детство и юность Валиханова

Будучи сыном старшего султана, Чокан с детства имел возможность общаться с известными поэтами, певцами и композиторами, знакомиться с их творчеством. Вследствие этого у Чокана с ранних лет появилась особая любовь к устному и музыкальному народному творчеству казахов, а также к рисованию. Уже в детстве у Чокана проявляются незаурядные способности и любознательность. По воспоминаниям родных, Чокан быстро развивался и часто рассуждал, как взрослый. К тому же в семье Валихановых жил советник Чингиса и воспитатель его детей сказитель Ихлас, знаток исторических и генеалогических преданий. Чокан записывал поэтические сказания и читал их вслух своим родителям. Ещё в детстве им вместе с отцом было записано несколько вариантов народных поэм «Едиге», «Козы Корпеш и Баян Сулу», «Еркокше», которые впоследствии он передал своему учителю Н. Ф. Костылецкому. Первые уроки рисования Чокан получил у русских военных топографов, побывавших в Аманкарагайском (с 1845 года — Кушмурунском) округе.

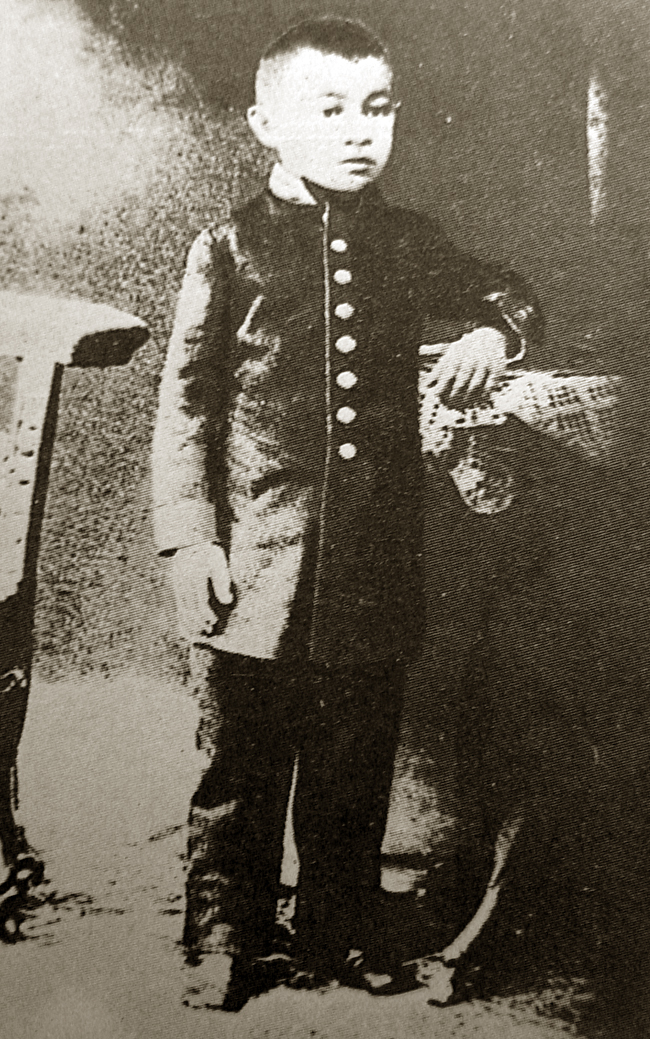
Валиханов в 1847 году, при зачислении в Омскую Военную Академию

Осенью 1847 года 12-летний Чокан, оставив родную степь, прибыл на учёбу в Омск. Его сопровождал отец. Русские друзья Чингиса Валиханова помогли ему устроить сына в Сибирский кадетский корпус, созданый в 1845 году на базе бывшего Училища Сибирского линейного казачьего войска, и считавшийся одним из лучших учебных заведений того времени. Из этого учебного заведения вышли многие выдающиеся общественные и военные деятели, учёные и публицисты. Питомцем Сибирского кадетского корпуса был близкий друг Чокана Г. Н. Потанин, впоследствии выдающийся путешественник и исследователь Сибири, Казахстана, Монголии и Центральной Азии. Кадетский корпус имел широкий общеобразовательный профиль. Учебная программа включала, помимо военных дисциплин, всеобщую географию, всеобщую историю, русскую и западноевропейскую литературу, основы философии, ботанику, зоологию, физику, математику, геодезию, строительное искусство с архитектурой, общие понятия о естественной истории. В учебном заведении преподавались также черчение, рисование, каллиграфия, французский и немецкий языки. Кроме того, в корпусе был особый класс восточных языков. Здесь преподавали тюркский, монгольский, арабский и персидский языки. Особенное внимание уделялось географии Казахстана. В учебную программу были включены следующие вопросы: границы казахских степей, характер местности, реки и озера, пути сообщения, горные проходы для караванов, урочища, климат, численность казахов, их происхождение, язык и религия. Большое место отводилось изучению стран Азии (Средняя Азия, Китай, Индия, Афганистан и Персия).
Чокан пришёл в кадетский корпус, не зная русского языка, но благодаря незаурядным способностям быстро преодолел эту трудность. «Развивался Чокан быстро, — вспоминает его друг Г. Н. Потанин, — опережая своих русских товарищей… Им интересовались многие, он такой способный, уже рисует прежде, чем поступил в заведение». Необыкновенная память юного Чокана, его интерес к литературе и наукам, соединённые с трудолюбием и превосходными человеческими качествами, вызывали восхищение у преподавателей корпуса. Он обратил на себя внимание, проявив незаурядные способности в изучении истории, географии и восточной филологии. Наставниками Чокана были Н. Ф. Костылецкий (1818—1867 гг.) — литератор и ориенталист, окончивший восточный факультет Казанского университета и преподававший в корпусе русскую литературу, ссыльный П. В. Гонсевский, читавший курс истории цивилизации и В. П. Лободовский. Н. Ф. Костылецкий увлекался казахским устным народным творчеством. Вместе с Чоканом они перевели на русский язык один из древних вариантов поэмы «Козы-Корпеш и Баян-Сулу». Интерес к изучению родного края и стран Востока у Чокана возник ещё в стенах кадетского корпуса. «Чокану было только 14-15 лет, — пишет Г. Н. Потанин, — когда преподаватели корпуса на него смотрели, как на будущего исследователя и может быть учёного». Он уже тогда мечтал о больших научных исследованиях на просторах «неизведанной Азии», зачитывался историко-географической литературой. В 1853 году в возрасте 17 лет Чокан окончил кадетский корпус и был выпущен корнетом «по армейской кавалерии».

### Адъютантгенерал-губернатора

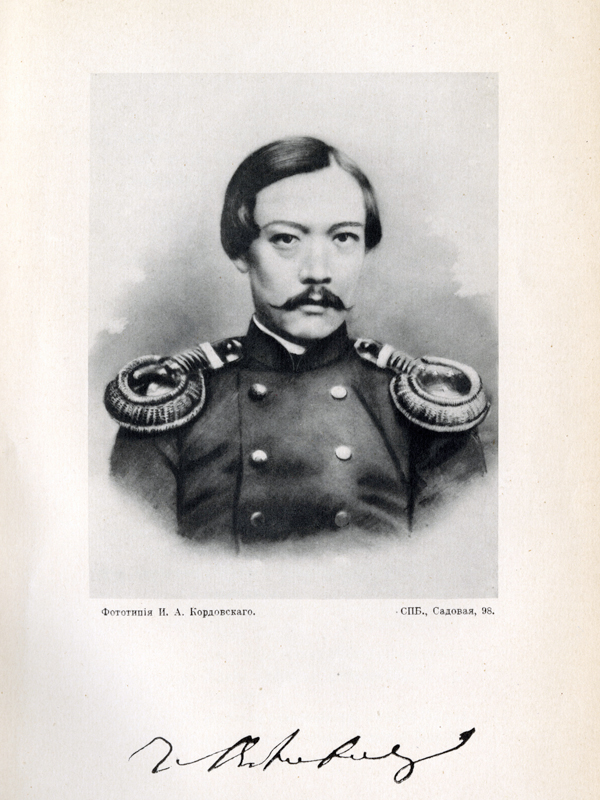
Портрет Чокана Валиханова созданный И. А. Кардовским в Санкт-Петербурге

Молодой и образованный офицер Чокан Валиханов, прекрасно знающий жизнь и быт местного населения, сразу привлёк внимание Западно-Сибирской администрации. Формально он был определён офицером 6-го кавалерийского полка Сибирского казачьего войска, но фактически оставлен при генерал-губернаторе Западной Сибири, а через год назначен адъютантом генерал-губернатора Г. X. Гасфорта, управлявшего тогда Западной Сибирью и северо-восточными районами Казахстана. Одновременно по линии Главного управления края на Ч. Валиханова была возложена должность офицера по особым поручениям. Работая адъютантом генерал-губернатора, Валиханов преуспел в изучении истории и географии стран Центральной Азии. В 1854 году с помощью Н. Ф. Костылецкого установились дружеские и творческие связи между Чоканом и профессором И. Н. Березиным. Последнему потребовалась помощь в толковании терминов, встречающихся в ханских ярлыках Золотой орды. Костылецкий ответил Березину: «Что касается некоторых слов в „Ярлыке Токтамыша“, не поддающихся словопроизводству, то при всём желании моём помочь вашему горю я не могу» и рекомендовал обратиться к Чокану Валиханову.
Так началась переписка между И. Н. Березиным и Чоканом, который писал: «Узнав от бывшего моего наставника Н. Ф. Костылецкого о предложении вашем поискать в языке казахском значение нескольких слов в ярлыке Токтамыша, не употребляющихся в нынешнем татарском языке, я отыскал в языке нашем через расспросы старых казахов и нашёл ряд слов, которые спешу послать Вам». Занятия эти усилили в Чокане интерес к изучению древних письменных памятников, его первые шаги в науке были посвящены разбору ханских ярлыков.
Незадолго до окончания учёбы в кадетском корпусе учитель геодезии К. К. Гутковский познакомил Валиханова с семьёй Я. С. Капустина, на чьей дочери от первого брака он был женат. Чокан был частым гостем в доме Капустиных. Другом семьи Капустиных была также О. И. Иванова, дочь декабриста И. А. Анненкова. Муж О. И. Ивановой, военный инженер, подпоручик К. И. Иванов, адъютант начальника инженерной службы Отдельного Сибирского корпуса генерал-майора Бориславского, в своё время учился параллельно с писателем Ф. М. Достоевским в Петербургском инженерном корпусе. Знакомство Валиханова и Достоевского произошло в Омске в 1854 году в доме Ивановых, в первые же дни после освобождение писателя из каторжной тюрьмы, которую отбывал по делу «петрашевцев». Как известно, после освобождения из Омского острога Ф. М. Достоевский целый месяц, а поэт-петрашевец С. Ф. Дуров около двух недель жили в доме Ивановых. Начиная с первой встречи, Достоевский и Дуров восприняли молодого казаха как духовно очень близкого человека. Первые впечатления постепенно переросли в большую дружбу. Если Достоевский, отбывая солдатскую повинность в Семипалатинске, писал Чокану, что «любит его сильнее родного брата», то Дуров, работавший канцелярским служащим четвёртого разряда в Омском областном управлении сибирских казахов, часто встречался с ним, они тесно общались между собой. Ф. М. Достоевский и позднее следил за научными успехами Валиханова, живо интересовался его дальнейшей судьбой. В письме А. Е. Врангелю из Твери он пишет: «Валиханов премилый и презамечательный человек. Он, кажется, в Петербурге? Он член Географического общества. Справьтесь там о Валиханове, если будет время. Я его очень люблю и очень интересуюсь».
В 1855 году Чокан принимает участие в экспедиции генерала Гасфорта. Маршрут экспедиции пролегал от Омска до Семипалатинска, оттуда через Аягуз и Капал к подножиям Заилийского Алатау, где в это время происходила закладка укрепления Верного. Во время этого путешествия Валиханов записывает исторические предания и легенды, осматривает архитектурные памятники. Гасфорт после поездки не мог не воздать должного эрудиции и способностям Ч. Валиханова. По возвращении из поездки он представил Чокана к награде, дав ему самую лестную характеристику: «В числе представляемых, — писал Гасфорт в Военное министерство, — заключается, между прочим, состоящий при мне корнет, султан Валиханов, который, хотя и состоит на службе не более 2-х лет, но при совершении знаний оной, киргизского языка, а также и местных киргизских обычаев, он, сопровождая меня в Киргизскую степь, принёс большую пользу <…> [Валиханов] получил основательное образование в Сибирском кадетском корпусе, поступил на военную службу, а потому в видах поощрения такового полезного начала и развития в киргизах желания к отдаче детей на службу и через то большего сближения их с нами находит поощрение Валиханова необходимым, ибо он по происхождению своему пользуется особым между киргизами уважением». В начале 1856 года Чокану Валиханову присуждается чин поручика.

### Путешествие на Иссык-Куль и в Кульджу
В 1856 году перед Ч. Валихановым, наконец, открывается возможность заняться исследовательской деятельностью. Он принимает участие в крупной военно-научной экспедиции под руководством полковника М. М. Хоментовского на Иссык-Куль. «Мы имели честь участвовать в этой экспедиции и, находясь два месяца среди киргизов, успели собрать разные положительные сведения, преимущественно изучая их предания и язык», — писал Ч. Валиханов. Выехав из Верного в начале мая, экспедиция прошла через долину рек Чилик и Чарын, пересекла четыре левых притока её — Уч-Мерке (Три Мерке) и Чирганакты; далее, продвигаясь вверх по долине Каркары, прошла через перевал Санташ в долину реки Тюп, по которой спустилась к озеру Иссык-Куль.
Во время этой поездки Чокан изучал флору и фауну Семиречья и Иссык-Куля, собрал орнитологическую и энтомологическую коллекции, составил гербарий, принял участие в топографических съёмках Иссык-Куля. Неизгладимое впечатление на Ч. Валиханова произвели памятники древней культуры в Семиречье и на Тянь-Шане. Его особенно заинтересовали следы древней городской культуры на озере Иссык-Куль, остатки древних оросительных систем, памятники архитектуры, эпиграфики и каменные изваяния. Изучение этих памятников позволило Валиханову воссоздать возможную картину жизни народов, населявших бассейн Иссык-Куля и территорию Семиречья в прошлом. Путешествуя по Иссык-Кулю и Центральному Тянь-Шаню, Чокан посещал киргизские аулы, интересовался жизнью и бытом племён бугу, сарыбагышей и солто. Он беседовал со знатоками киргизской старины, слушал песни и рассказы киргизов-ырчи (сказителей), записывал народные легенды, исторические и генеалогические предания, сказки и эпические поэмы киргизов.
Особенно важно, что молодой исследователь впервые обратил внимание на знаменитый памятник эпического творчества киргизского народа «Манас». Валиханов 26 мая 1856 года сделал первую научную запись великого эпоса. Из «Манаса» Чокан выбрал интересный отрывок «Смерть Кукетай-хана и его поминки», понравившийся ему своей реалистичностью и большим количеством историко-этнографических, хозяйственно-бытовых и юридических сведений о киргизах. Эта часть «Манаса» заинтересовала Валиханова сведениями об отношениях между древними племенами, населявшими территорию Казахстана, и описанием древнего кочевого пути киргиз из Южной Сибири на Тянь-Шань. Он впервые подвергает эпос «Манас» историко-литературному анализу, разбирает образ его легендарного героя Манаса и других персонажей киргизского фольклора. Чокан Валиханов оценил эпос «Манас» как великое творение народной мудрости, энциклопедический сборник народных сказок, мифов и легенд, географических, религиозных понятий, обычаев и традиций, как степную «Илиаду».
В то время, когда Чокан проводил изыскания среди киргизов Тянь-Шаня и бассейна Иссык-Куля, в Петербурге решался вопрос об отправке в Кульджу «особого лица» для переговоров с китайскими властями относительно налаживания торговых отношений с Китаем, прерванных после того, как была сожжена русская фактория в городе Чугучаке. В качестве представителя от России был первоначально назначен полковник Перемышельский, пристав казахов Старшего жуза, но впоследствии эта миссия была поручена Чокану Валиханову. В связи с этим генерал Гасфорт дал экстренное распоряжение Хоментовскому немедленно завершить работы иссыккульской экспедиции и вернуться обратно. Чокан вернулся в укрепление Верное в середине июля и оттуда направился в Капал, где его ожидали остальные участники миссии в Кульджу.
В начале августа 1856 года Ч. Валиханов направляется в Кульджу. По пути он посетил ряд пограничных пунктов Западного Китая. Чокан был снабжён инструкцией Министерства иностранных дел, в которой говорилось: «…Действовать, во всём совещаясь с консулом в Кульдже…». «Главная цель наша добиться решения дела с Китаем дружелюбным путём и скорее восстановить прерванные торговые отношения … В случае требования китайцев — войти в переговоры и насчёт наших с Китаем границ». Таким образом, Валиханову предстояло выполнить сложную дипломатическую миссию, связанную с решением спорных пограничных вопросов и установлением нормальных торговых отношений с Китаем. Это важное поручение было им выполнено превосходно. После ряда совещаний с китайскими сановниками в Кульдже удалось наладить торговые отношения и восстановить дружеские связи между обоими государствами. По свидетельству А. К. Гейнса, поездка Валиханова в Кульджу заложила основу Тарбагатайского договора и открытия консульства в Кульдже и Чугучаке. Ч. Валиханов пробыл в Кульджинском крае около трёх месяцев, затем, с наступлением глубокой осени, он вернулся в Омск.

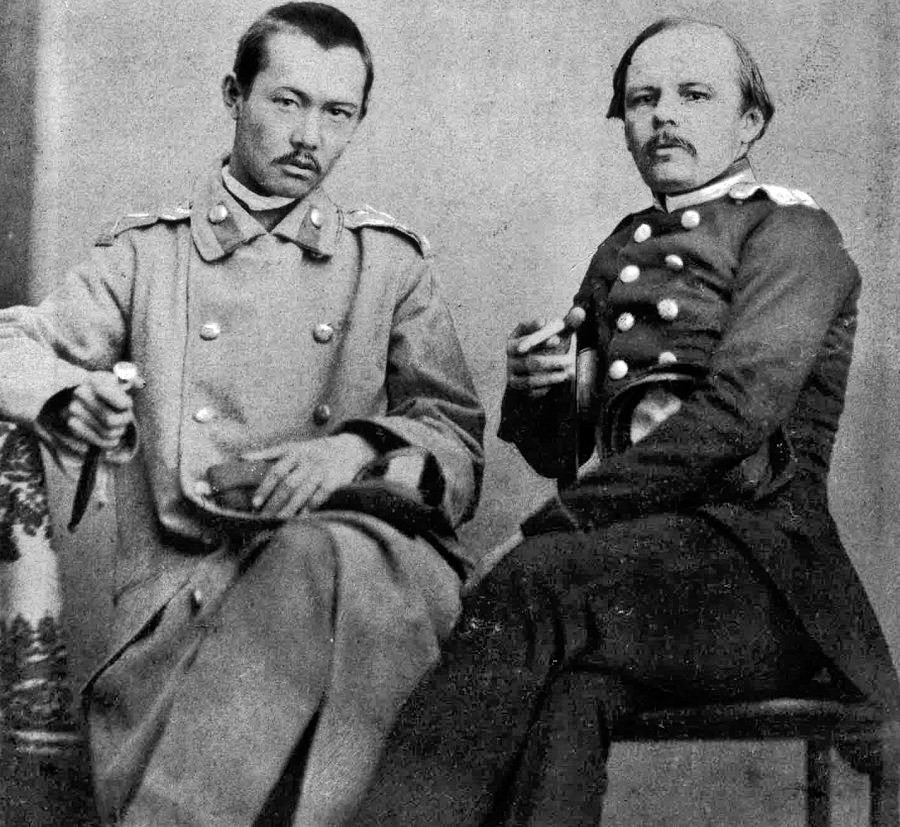
Валиханов и Достоевский в Семипалатинске. Май 1859 года

Результаты первых путешествий Валиханова 1856 года отражены в его путевых записках «Дневник поездки на Иссык-Куль», «Очерки Заилийского края», «Западная провинция Китайской империи и г. Кульджа», «Записки о киргизах». Эти работы Валиханова написаны им в двадцатилетнем возрасте. Уже в этих работах Чокан Валиханов проявил себя как удивительно наблюдательный и эрудированный учёный с писательским талантом, прекрасно знающий географию. Обратный путь Чокана из Кульджи вновь пролегал через Семипалатинск (ныне — Семей) куда он приехал в начале ноября. Там Валиханов вновь встретился с Достоевским. Чокан давно мечтал найти время и побеседовать с писателем, и по возможности предложить ему помощь, поддержать в его трудной судьбе. Достоевский был в хорошем расположении духа и рад был увидеть Чокана. Он сообщил Чокану, что недавно получил положительный ответ из Петербурга на свою просьбу о присвоении ему чина прапорщика, и это обстоятельство позволяет ему более основательно заняться творческой работой. Чокан рассказал писателю о поездке на Иссык-Куль и в Кульджу. В дни остановки в Семипалатинске Чокан познакомился ещё с одним человеком, который сделал существенный вклад в его биографию. Это был 29-летний член Русского географического общества, несмотря на молодость уже прославленный исследователь Пётр Петрович Семёнов (в будущем Семёнов-Тян-Шанский). Он, как и Валиханов, в этом году был в Семиречье и в Иссык-Куле, смог даже погостить в Кульдже и прибыл в Семипалатинск через несколько дней после Чокана. Только по времени их встреча во время путешествия не сложилась. Когда Семёнов направился на Иссык-Куль, Чокан находился в Кульдже. Когда он прибыл в Кульджу, русская делегация была уже в Капале. В Семипалатинске между известным исследователем и молодым поручиком завязались хорошие отношения. Было немало тем, по которым они могли бы вести обсуждение. Семёнову понравились дневниковые записи Чокана, наблюдательность автора, тонкий юмор, присутствующий в описаниях, меткие оценки и выводы. Семёнов сказал ему о том, что этих трудов достаточно, чтобы стать членом Русского географического общества. В следующим 1857 году, 21 февраля по рекомендации П. П. Семёнова, Валиханов был избран действительным членом Русского географического общества. Зимой того же года Чокан работал над материалами, привезёнными из поездки на Иссык-Куль и в Кульджу: сделал очерки об истории киргизского народа, о его географическом положении, делении на роды, обычаях и культуре.

### Экспедиция в Кашгарию
Летом 1857 года один из представителей сословия ходжей в Кашгарии, Валихан-тюре, возглавил борьбу местного населения против маньчжурского господства. Но через четыре месяца мятеж был подавлен со всеми жесточайшими последствиями. В связи с этим, российская сторона посчитала, что надо вмешаться в ход событий. Правители Российской империи хотели, чтобы Восточный Туркестан с полумиллионным населением, с достаточно развитым хозяйственным сектором и городами, был под контролем. К тому времени Британия окончательно захватила Индию, а Россия присоединила к себе казахские степи. Британская империя стала интересоваться Кашгарией, которая может служить в качестве плацдарма влияния на Китай, а это, в свою очередь, тревожило Россию. Так древняя Кашгария, которую Цинский Китай захватил в 1760 году после разгрома Джунгарского ханства, постепенно становилась «яблоком раздора» между Россией, Великобританией и Китаем. Россия хотела использовать мятежи против Китая в свою пользу и под предлогом, что местные мусульмане просят помощи, создать в Кашгарии отдельное ханство, которое будет под покровительством России. И поэтому не помешает проведать причины возникновения мятежей, кто поддерживает их, а кто — нет, выяснить отношение местного населения к ходжам, которые в последнее время часто возглавляли немало протестных движений против господства маньчжуров, и проанализировать нынешнее политическое состояние Восточного Туркестана.
Местное население Шестиградья не раз восставало против порабощения и ига Цинского Китая. Но все они заканчивались кровавыми поражениями. К тому же эта страна являлась загадкой для европейской науки уже несколько веков. Власти Кашгарии всегда предпочитали обособленность и старались ограничить влияние извне. Больше всего они строги были с европейцами, с которыми не было ни духовных связей, ни торговых интересов. Попытки проникновения европейцев всегда заканчивались для них печально. Поэтому единственный безопасный способ изучить Кашгарию — отправить туда опытного и надёжного человека в составе торгового каравана.
В связи с этим, Военное министерство стало готовить на осень 1858 года торговый караван с опытным и надёжным человеком для направления в Кашгарию с целью изучения обстановки в этом регионе. При этом учитывалось, что Кашгария давно была закрыта для посещения европейцами, и, фактически, после знаменитого итальянского путешественника Марко Поло (XIII век), португальского иезуита Бенедикта Гоэса (порт. Бенто де Гоиш, Bento de Góis) (XVII век), никто из представителей европейских стран там не был. К тому же в течение ряда лет здесь не было устойчивой власти, в стране царил беспорядок. Обременённые непомерными налогами, повинностями и многочисленными поборами народы Восточного Туркестана часто восставали против гнёта и произвола цинских властей. Их обычно возглавляли представители сословия ходжей в Кашгарии. Известный географ Адольф Шлагинтвейт, проникший в Кашгарию годом раньше Чокана, был обезглавлен жестоким правителем ходжой Валиханом-тюре. По этой причине при подборе кандидата на роль основного исполнителя поручения речь могла идти только о человеке неевропейской национальности. Выбор, с подачи Г. Х. Гасфорта и П. П. Семёнова, пал на поручика Ч. Валиханова.
В конце июня 1858 года Валиханов отправился в путь, навсегда оставшееся в анналах мировой географической науки, востоковедении. Ему было тогда всего 22 года. Он двигался с караваном семипалатинского купца Мусабая Тохтабаева под именем молодого купца Алимбая, переодетый в восточную одежду и с обритой, по местному обычаю, головой. Купцы в середине августа достигли верховий реки Текеса и провели там месяц, торгуя с местными киргизами, после чего караван двинулся к границе Кашгарии, через перевал Зауку, что на юге Иссык-Куля. Пройти через хребты Тянь-Шаня в сентябре оказалось делом нелёгким. При переходе через снежные перевалы погибла часть скота. Кроме того, несколько раз пришлось отбиваться от нападений разбойничьих шаек, грабивших караваны в горных ущельях. При входе в Кашгар караван по приказу цинских властей был подвергнут тщательному обыску.
Во время полугодового пребывания в Кашгарии Валиханов хорошо познакомился с местной знатью и другими жителями. Ему удалось собрать важные сведения о прошлом и настоящем Алтышара, так называли местные жители Кашгарию. Под названием Алтышара тогда были известны города Кашгар, Аксу, Учтурфан, Янысар, Яркенд и Хотан, окаймлённые горами: на севере Тянь-Шанем и на юге Куэнь-Лунем. Здесь имели свои торговые фактории андижанцы, бухарцы, таджики, персы, афганцы, индусы и армяне. С первой четверти XIX столетия сюда стали ходить татарские и казахские купцы. С первых же дней Чокан заметил, что кокандцы здесь пользуются особыми привилегиями. Цинское правительство, например, представило кокандскому хану право взимать религиозный налог зекет с мусульманского населения городов Восточного Туркестана, для сбора которого кокандцы имеют в Кашгаре постоянного резидента под именем аксакала. Аксакал проживал в городе Кашгаре и через своих агентов в пределах Восточного Туркестана имел власть над всеми мусульманами, контролировал торговлю и опекал иностранцев из мусульманских стран. Аксакалы не подчиняются представителям маньчжурской администрации и стараются не иметь отношений с китайцами. Это как бы государство в государстве. В некоторых случаях они могут пригрозить маньчжурскому руководству тем, что могут поднять народ на восстание.
В среде представителей кокандского контингента, постоянно проживающего в Кашгаре, рассказываются такие истории, которые всегда можно рассматривать в качестве ценного исторического источника. Для Чокана эти беседы были настоящим кладезем полезной информации. Особенно интересные материалы касались недавнего восстания под предводительством Валихана-тюре. Этот кровожадный ходжа с первых дней показал себя особенно жестоким и несправедливым тираном. Как человек, подверженный постоянному курению гашиша, он дошёл до какого-то сумасбродства и неистово предавался своим страстям. Манией его была жажда крови, ходжа не мог пропустить дня, чтобы собственноручно не изрубить несколько человек. Как пишет Чокан, на берегах реки Кызыла он воздвигнул пирамиду из человеческих голов и тщательно заботился о возвышении этого достойного его монумента: головы убитых китайцев и мусульман собирали во всех местах и отправляли к пирамиде. Валихан-ходжа правил в Кашгарии всего 115 дней. Но за этот короткий срок, менее 4-х месяцев, он принёс тяжёлые страдания местному населению. Такое напряжённое состояние не могло продолжаться долго — народ с нетерпением ожидал скорого освобождения от этого всё парализующего ужаса. На фоне всего происходящего известие о приближении к городу огромного китайского войска местным населением было принято с большой радостью. Валихан-торе не осмелился поехать в Коканд и вынужденно направился к памирским таджикам. На подступах к Памирским горам правитель Дарбаза Исмаил-шах разбил ходжу, отобрал у него вывезенное из Кашгара богатство и его самого под конвоем отправил в Коканд.
Китайцы, заняв Кашгар, неистовствовали не менее Валихана-ходжи. Окрестные деревни особенно пострадали от китайцев, которые забирали хлеб, сено, скот. Даже окна, двери и другие деревянные части в мечетях и гробницах ходжей были, к великой скорби мусульман, употреблены на дрова. Все лица, принимавшие участие в восстании, были схвачены и в пример другим казнены. Головы этих казнённых в особенных клетках в виде аллей украшали дорогу к воротам Кашгара. Когда прибыл семипалатинский караван с «купцом Алимбаем», у ворот города на шестах как раз стояли головы участников этого восстания.
В бытность Валиханова в Кашгаре кокандским аксакалом был Насреддин, а затем Нурмагамет-датха. Оба они приняли Чокана и его спутников очень радушно, взяли под своё покровительство, что было жизненно важно. Кокандцы в Кашгаре принимали «купца Алимбая» очень гостеприимно, оказывали ему почести, устраивали для него различные увеселения и по местному обычаю временно женили на девушке-чаукен (так называли временных жён, или жён по временному браку). Все это было благоприятно для детального ознакомления с жизнью города. Чокан сумел всесторонне изучить Кашгар, ознакомиться с его политическим и экономическим устройством, собрать материалы по истории и этнографии народов, населявших эту страну с давних времён. Исторические сведения он черпал также из письменных источников, местных официальных документов и книг, дополненных рассказами чиновников и купцов. Чокан установил подробности гибели в Кашгаре немецкого исследователя Адольфа Шлагинтвейта, которому по приказанию кровожадного ходжи отрубили голову.
В конце февраля 1859 года весна в Кашгаре была уже в разгаре, пора было подумать о возвращении, тем более, что в связи с опасностью нового восстания ходжей в городе стало неспокойно. Ночью по городу разъезжали конные патрули, были усилены караулы у городских ворот, подступы к городу охраняли сторожевые отряды. Дальнейшее пребывание здесь становилось опасным. Необходимо было скорее покинуть город. «В конце января, — пишет Валиханов, — приехали в Кашгар несколько кашгарских купцов из Кульджи и ташкенцев, выехавших из Семипалатинска после нас. Через них распространились слухи, что при караване есть русский агент. В Хотане между купечеством также поговаривали об этом с добавлением, что русский агент находится вне города на хуторе, где мы держали верблюдов, так что кокандский михтар поручил своему чиновнику, посланному в Кашгар, осмотреть хутор и наших рабочих». Поэтому Валиханов вскоре распрощался с вновь приобретёнными друзьями и 11 марта отправился в обратный путь.
12 апреля 1859 года, через 11 месяцев после начала путешествия, Чокан Валиханов вернулся в укрепление Верное с «богатым запасом интересных сведений о Кашгаре». Пробыв здесь 1,5 месяца, он вернулся в Омск, где занялся обработкой собранных материалов. Известие о возвращении Чокана Валиханова из Кашгарии быстро долетело до Петербурга. Генерал Гасфорт 13 июля сообщил военному министру Н. О. Сухозанету, что «караван, посланный в мае минувшего года в Кашгар, окончив успешно свои торговые дела, возвратился в Семипалатинск. Вместе с тем прибыл в город Омск и находившийся при этом караване поручик султан Чокан Валиханов». Кашгарская поездка отразилась на здоровье Валиханова. Тяжёлые условия путешествия, нервное напряжение и лишения, встретившиеся в пути сказались на здоровье молодого учёного. В течение нескольких месяцев он недомогал и задержал составление отчёта экспедиции, которого с нетерпением ждали в Петербурге.
До глубокой осени 1859 года Чокан находился в Омске, где напряжённо работал над отчётом. Он стремился быстрее его закончить, чтобы с наступлением санной дороги поехать в Петербург, где собирался обработать собранный за время путешествия богатейший материал. В конце августа его посетил Ф. М. Достоевский, возвращавшийся из Семипалатинска в Тверь. Чокан сообщил ему, что его требуют в Петербург и что через месяц он туда едет. Наконец, отчёт был отправлен срочной почтой и прибыл в Петербург раньше автора. Департамент Генерального штаба сообщил, что «ныне сведения эти, приведённые в порядок Валихановым, представлены командиром Сибирского корпуса». В докладе на имя царя Генеральный штаб отмечал, что «это в высшей мере любопытный и полезный труд, из которого выписка при сём прилагается».
Чокан привёз из Кашгара ряд уникальных восточных рукописей; «Тазкиряи Султан Сатук Бугра-хан» («История Сатук-Бугра-хана»). «Тазкиряи Туглук-Тимур-хан» («История Туглук-Тимур-хана»), «Тазкиряи Ходжагян» («История ходжей»), «Абу-Муслим Маурузи» и другие, а также коллекции нумизматики и горных пород, образцы нефрита, гербарий и многое другое.
Среди обширных материалов, собранных Валихановым, значительное место занимают его карандашные зарисовки, воспроизводящие типы жителей Восточного Туркестана и их занятия. Главным результатом поездки Валиханова в Кашгар стал его труд «О состоянии Алтышара или Шести восточных городов Китайской провинции Нан-Лy (Малой Бухарии)». Это был первый научный труд, посвящённый истории, географии, социальному строю народов Восточного Туркестана. По охвату полученных материалов, а также широте и глубине их анализа работа Валиханова явилась крупным вкладом в науку. В этом замечательном труде проявились огромная эрудиция учёного, его талант исследователя, острый, пытливый ум. Замечательное впечатление производят образный язык и занимательный тонкий юмор. Труд был высоко оценён востоковедами России и за её пределами.

### Жизнь в Петербурге
В начале 1860 года исследователь Кашгарии приехал в Петербург, где был встречен, как отважный путешественник и знаток жизни народов Центральной Азии и по личному распоряжению императора Александра II был награждён императорским орденом Святого Равноапостольного Князя Владимира 4-й степени для мусульман. Ему присвоили очередное звание штабс-ротмистра. Валиханов остался в столице для продолжения службы: сначала в Генеральном штабе, где составлял карты Средней Азии и Восточного Туркестана, а с конца мая 1860 года, по ходатайству министра иностранных дел — князя Александра Михайловича Горчакова, он высочайшим повелением был определён ещё и в Азиатский департамент Министерства иностранных дел.
Современники Валиханова — учёные и военные специалисты высоко оценили труд Валиханова о Кашгаре, считая его «в высшей степени полезным для правительства и для науки», восполняющим «пробелы европейских учёных — географов и востоковедов, сведениями которых мы доселе руководствовались». Научный труд Валиханова имел и большое практическое значение. В период, когда активно развивались экономические связи России со странами Востока, работа молодого учёного явилась важным справочным пособием для многих русских государственных и военных деятелей. Из архивных документов видно, что в течение двух лет рукопись Валиханова прошла через множество рук. Её читали офицеры Генерального штаба, руководители Военного Министерства, Министерства иностранных дел, члены Государственного Совета и кабинета министров. По просьбе наместников и генерал-губернаторов рукопись побывала в Оренбурге. Отчёт произвёл чрезвычайно благоприятное впечатление на канцлера и министра иностранных дел Александра Горчакова и директора Азиатского департамента Е. П. Ковалевского. В архиве МИД есть документ с пометкой канцлера Горчакова который писал Валиханову: «Я был бы Вам весьма благодарен, если бы Вы сообщили Географическому обществу то, что Вы почли возможным». По существу этой резолюцией официально разрешалась публикация трудов Валихановым о Восточном Туркестане. Для служебных целей из обширного отчёта Валиханова были сделаны извлечения, составлены сокращённые варианты . Отчёт Валиханова был использован в дальнейшем при устройстве торговых факторий в Кашгаре, а также при установлении торговых и культурных связей России с Западным Китаем
Пребывание в Петербурге (он пробыл там 15 месяцев) духовно обогатило Валиханова. Он окунулся в гущу общественной жизни и развернул широкую деятельность, работал в Военно-учёном комитете Генерального штаба, Азиатском департаменте и Географическом обществе. Составление карт Средней Азии и Восточного Туркестана, подготовка к изданию трудов Риттера, сотрудничество в издании энциклопедии (где впервые была опубликована его известная статья «Аблай», 1861), изучение восточных рукописей, чтение лекций по истории Востока в Русском географическом обществе — всё это составляло содержание его жизни в Петербурге. Он впервые в мире ввёл в научный оборот кашгарские рукописи «Тазкира-и Богра хан», «Тазкира-и ходжаган», первым в мире исследовал «Тарих-и Рашиди» Мухаммеда Хайдара Дулати.
Большое влияние на Чокана в этот период оказали профессор А. Н. Бекетов, редактор «Записок Русского географического общества» востоковед, дипломат и публицист Е. П. Ковалевский, известные учёные-ориенталисты Мирза Мухаммед Али (Александр) Казембек, И. Н. Березин, В. П. Васильев, В. В. Григорьев и В. В. Вельяминов-Зернов. Постоянную поддержку и дружеское расположение оказывал Валиханову вице-президент Русского географического общества П. П. Семёнов-Тян-Шанский.
В Петербурге Валиханов вновь встретился со своим другом писателем Ф. М. Достоевским. Среди его петербургских друзей были поэты А. Н. Майков и Я. П. Полонский, критик Н. Н. Страхов, братья В. С. и Н. С. Курочкины, состоявшие членами общества «Земля и воля». Общение Чокана с русскими писателями и учёными пробуждало у них интерес к Средней Азии и Казахстану. Под влиянием бесед с Валихановым поэт А. Н. Майков написал стихи «В степях», «Альпийские ледники», «Емшан».
Чокан был необычайно остроумен и умел высмеивать пороки, которые находил в окружающих. Остроумие, блестящий полемический дар Чокана Валиханова приводили в восторг его петербургских друзей. Пребывание Валиханова в Петербурге, его общение с русской демократической интеллигенцией имело огромное влияние на развитие общественно-политических взглядов Валиханова. Посещая литературные кружки, бывая в редакции журнала «Современник» и читая статьи, опубликованные в нём, Чокан в значительной степени обогатил себя прогрессивными политическими и философскими идеями.
Чокан сотрудничает с научными журналами Географического общества, вместе с русскими учёными и писателями принимает участие в подготовке «Энциклопедии науки и литературы». Для энциклопедии им были написаны статьи о древних учёных, поэтах, мыслителях и общественных деятелях Средней Азии и Казахстана.
Валиханов много работает в библиотеках и архивах Петербурга, изучая и делая выписки из нарративных источников и восточных манускриптов. В Петербурге Валихановым были написаны «Описание Восточного Туркестана», «Очерки Джунгарии», «Аблай», «Шуна батыр», «Тарихи Рашиди», «Записки о Кокандском ханстве». Во время работы в Азиатском департаменте Валихановым была составлена особая записка, в которой он обосновал культурное и торговое значение учреждения в Кашгаре русского консульства. У него было даже желание быть первым русским консулом в Кашгаре. В письме к Ф. М. Достоевскому он писал: «С моим здоровьем в Петербурге жить постоянно нельзя. Поэтому я хочу получить место консула в Кашгаре, а в противном случае выйти в отставку и служить у себя в Орде по выборам». Если бы в Азиатском департаменте Министерства иностранных дел по-прежнему сидел такой отзывчивый человек, как Е. П. Ковалевский, глубоко уважавший Валиханова по его труду и дарованиям, Чокан наверняка стал бы первым консулом в Кашгаре.
Влажный петербургский климат пагубно отразился на здоровье Чокана (приступы начавшейся чахотки). Весной 1861 года по совету врачей Чокан Валиханов уезжает из Петербурга в аул своего отца Чингиса Валиханова, старшего султана Кокшетауского округа, с надеждой поправить своё здоровье.

### Деятельность ваулеи вОмске
Возвращение Чокана Валиханова в аул было радостным событием для его родных. К этому времени аул Валихановых перекочевал из усадьбы Сырымбет на джайляу в долине Акканбурлук, где были прекрасные условия для отдыха и улучшения подорванного здоровья Чокана — чистый воздух, кумыс, баранина, которые Чокан считал лучшими средствами от чахотки. Для Чокана в некотором отдалении от аула была поставлена большая юрта. По воспоминаниям местных жителей около юрты Чокана всегда было многолюдно и шумно. Услышав о приезде Чокана, сюда стекались народные поэты и сказители, музыканты и певцы, степные острословы и комики. Все они не только развлекали его, но и были источником материала для научных исследований. Такие представления (ойын-саук) иногда продолжались до поздней ночи. И. И. Ибрагимов вспоминает, что «Чокан всегда просиживал долго, слушая пение и рассказы». Из поэтов и сказителей у Чокана часто бывали Шоже, Тогжан, Орунбай, Арыстанбай, поэтесса Ажар, Сокыр Жырау — потомок известного певца Шала. К Чокану приходили жители соседних аулов, желаших увидеть его и пожать ему руку.
Валиханов болел за судьбу своего народа, выступал защитником его интересов от посягательства чиновников. С целью непосредственного участия в судьбе своего народа Чокан Валиханов выставил свою кандидатуру на должность выборного старшего султана. «Я думал как-то сделаться султаном, чтобы посвятить себя пользе соотечественников, — писал Чокан Ф. М. Достоевскому, — защитить их от чиновников и деспотизма богатых казахов. При этом я думал более всего о том, чтобы примером своим показать своим землякам, как может быть для них полезен образованный султан-правитель….Чиновники начинают подстрекать самолюбие богатых и честолюбивых ордынцев, пугать их, что, если Валиханов будет султаном, то всем будет худо, он, мол, держится понятий о равенстве… пустили в ход и то, что я не верю в бога…»
Намерение Чокана получить ответственную должность в казахском обществе встретило негативный отзыв со стороны омского начальства. Несмотря на то, что на выборах 1862 года на пост старшего султана Атбасарского округа, он получил большое количество голосов, чем его соперник, губернатор Западной Сибири А. О. Дюгамель отклонил его кандидатуру, объявив, что Валиханов сам отказался по причине болезни, и утвердил на эту должность его соперника. Они боялись, что такой образованный старший султан стал бы явлением большой пропагандистской силы, оказывающим влияние на казахов. Именно поэтому то, что произошло с ним на выборах, носило характер показательной расправы.
Об отношении царской колониальной администрации к Чокану Валиханову А. К. Гейнс пишет в своих воспоминаниях: «17 июля 1865 г. мы обедали у Дюгамеля, у которого были Кройерус и адъютанты. Разговор вертелся около общих предметов. Кройерус, интриговавший против покойного Валиханова, этой честнейшей и чистейшей личности за то только, что государь ему дал аудиенцию и поцеловал, — сказал про него несколько невыгодных слов. Я рассказал, что лучшие ориенталисты, в том числе и Ковалевский, считают его замечательным учёным, лучшим другом кайсацкого народа и хранителем русских государственных интересов. Дюгамелю и его компании этот отзыв, как я ждал, не понравился».
Разногласия с родственниками и поражение на Атбасарских выборах, явившееся результатом коварства чиновников царской администрации привели к тому, что Чокан уезжает в Кокшетау, затем в Омск. Принимает участие в работе юридической комиссии областного правления и занимается вопросами казахской судебной реформы. В 1862 году с поддержкой императора поднимался вопрос о реформировании судебной системы, и Главное управление Западной Сибири решило заново пересмотреть судебную систему казахов и в соответствии с пунктами этого проекта сделать дополнения и внести изменения. Когда возник вопрос, кто сможет помочь этому делу, находящемуся на контроле самого царя, администрация Дюгамеля невольно вспомнила о Чокане Валиханове, потому что никто, кроме него, не знал в совершенстве судебную систему казахов, их обычаи и традиции.
13 мая 1863 года от имени Дюгамеля, который только в прошлом году отверг его кандидатуру, было написано отношение военному губернатору области сибирских казахов о том, что руководителем комиссии по реформированию судебной системы назначается советник областного управления И. Е. Яценко, и было высказано мнение о необходимости привлечь к этой работе, если он не против, штабс-ротмистра Валиханова.
Чокан и сам, как писал в прошлом году профессору Бекетову, занимался исследованием древних законов и кодексов казахов, поэтому он никак не мог отказаться от этого предложения. Присоединившись к экспедиции, возглавляемой Яценко, за лето он объездил Кокшетауский, Атбасарский, Акмолинский, Каркаралинский, Баянаульский округи и исследовал систему древних обычаев и прав казахов и их применение в жизни биями, начиная с «Жеті жарғы» — «Семи сводов закона». По отдельности изучил все его пункты: споры о земле и вдовах, споры о владении скотом и месте человеческой личности, споры о куне (плате за нанесение ущерба человеку) и владении имуществом. Он с особым интересом исследовал феномен авторитетов биев и их справедливых решений в казахском обществе. Затем, анализируя особенности древней судебной системы, Чокан приходит к однозначному решению, что следует оставить у степняков прежний суд биев. Он утверждает, что проводить реформу нужно, учитывая традиции и обычаи народа, а если механически внедрить абсолютно чуждую, привнесённую извне систему, это обернётся для народа большой трагедией. Его «Записки о судебной реформе», написанные в связи с этой проблемой, доказывают, что учёный обладал демократическими взглядами на жизнь и общество, которые он в полной мере изложил в данном своём труде. Всесторонне и скрупулёзно анализируя новую судебную систему, предложенную царскими властями, он доказывает, что её внедрение среди казахского общества было бы большой ошибкой, поэтому при реформировании следует непременно учитывать традиционные законы и положения.
Когда Чокан по вопросами судебной реформы находился в экспедиции, его искали в Министерстве иностранных дел. Директор Азиатского департамента Н. П. Игнатьев написал письмо от 6 июля 1863 года генерал-губернатору Западной Сибири Дюгамелю следующего содержания: «Состоящий в ведомстве Азиатского департамента штабс-ротмистр Валиханов уволен в 1861 году в Западную Сибирь для лечения от болезни. Признавая необходимым вызвать ныне Валиханова [обратно] в С.-Петербург, имею честь обратиться к вашему высокопревосходительству с покорнейшею просьбою потребовать означенного офицера в г. Омск и командировать его курьером в Министерство иностранных дел, снабдив его прогонными деньгами. Вместе с тем имею честь покорнейше просить ваше высокопревосходительство не оставить уведомить меня, в случае, если болезненное состояние Валиханова не дозволит ему ещё возвратиться в С.-Петербург». С прибытием этого письма Чокан, уже завершающий работы, связанные с судебной реформой, стал собираться в Петербург. Но хотя он приехал в Омск осенью, надеясь первой санной дорогой добраться до Петербурга, обострившаяся болезнь опять задерживает его. Об этом периоде жизни Чокана, проведённом в Омске, можно прочитать в воспоминаниях его друзей Потанина и Ядринцева. Они отмечали, что у Чокана чувствовалось слабость здоровья, чахотка уже серьёзно давала знать о себе. Ядринцев пишет: «В 1863 г. в Омск я несколько раз ещё встречал Валиханова и поддерживал с ним знакомство. Он был грациозный, остроумный; приобретённые привычки столичного денди сохранились в нём. Комплекция его была слабая, он был несомненно, чахоточный… Тем не менее он собирался вновь в Петербург» . В воспоминаниях Потанина читаем: «Петербургский климат, петербургские квартиры… сильно подвинули вперёд расстройство организма, которые впервые сказались ещё во время кадетской жизни в Омске. Хотя его во время пребывания в кадетском корпусе ежегодно отсылали в степь к отцу, тем не менее он вышел из корпуса с задатками чахотки. В Петербурге он пробыл едва ли более года; он почувствовал такое ухудчение здоровья, что доктора стали гнать его на родину».
Все помыслы Чокана были о том, чтобы, если у него поправится здоровье, поехать в Петербург и там продолжить свои научные работы. Но он из-за обострения болезни остаётся в Омске. Это положение загоняет его в тоску. И это настроение проглядывается и в его письме, написанном 4 марта 1864 года К. К. Гутковскому. Он пишет: «Сначала думал ехать в Петербург, потом обстоятельства изменились, и поездку оставил до мая. Теперь живу в Омске и думаю, впрочем, скоро отправиться в степь к себе домой… Здоровье моё зимой было не совсем хорошо, теперь опять поправился. Вёл себя, признаться, не совсем хорошо: играл в карты, таскался по клубам и шампанское стал пить…» В следующем своём письме, написанном двадцатью днями позже, Чокан сообщает Гутковскому другую новость. Он пишет, что едет не в Петербург, а присоединяется к отряду полковника М. Г. Черняева, который отправляется в Аулие-Ату. И сообщает, что едет он для того, чтобы получить чин. Если удастся, оттуда через Акмечеть проедет на Оренбург. Дальше по месту службы в Санкт-Петербург

### Участие в Аулиеатинском походе
В задачу Ташкентского отряда М. Г. Черняева входило присоединение Южного Казахстана и Средней Азии к России. Одной из целей отряда было по возможности мирным путём завоевать местное население. И полковнику Черняеву было рекомендовано «вступить с местными народами в предварительные переговоры». Когда Черняев приехал в Омск, сообщил Дюгамелю, какие задачи возложены на него в царском дворце и попросил помощи в выборе достойного человека для участия в переговорах, то генерал-губернатор тут же предложил кандидатуру Чокана Валиханова. Дюгамелю и самому хотелось отдалить Чокана, который до этого показал себя непокорным начальству Западной Сибири: после атбасарских событий выразил протест против решения администрации Омска, донёс информацию об этих событиях даже до чиновников правительства, опубликовал материалы об этом в столичных газетах, хотел поехать в Петербург, но не смог осуществить поездку из-за болезни и пока оставался здесь. Дюгамель сообщил Черняеву: «В этом деле вам может помочь один человек, весьма развитый офицер, хорошо знающий русский и тюркские языки, он прикреплён к Азиатскому департаменту, но в связи с болезнью лечится тут, это штабс-ротмистр Валиханов». Пригласив специально Валиханова к себе и вежливо беседуя с ним, Черняев предложил ему присоединиться к Ташкентской экспедиции. Между прочим он сообщил, что назначение экспедиции очень серьёзное, поэтому есть возможность получить очередной чин. Чокану надоели сплетни, слухи в Омске и подножки от местного чиновничества, болезнь мешала ему отправиться в Петербург, он находился в состоянии депрессии, поэтому он согласился с предложением полковника. Ему показалось благородным делом помочь казахам южных областей, терпящим кокандское насилие, освободиться при помощи русского войска в ходе этой экспедиции, когда не будут допущены убийства, а дела станут решаться мирным путём. С этими мыслями Валиханов выразил своё согласие на участие в экспедиции.
И он в начале похода проявил себя грамотным посредником. Проходя через Токмак, Бишкек, Мерке, отряд с его участием осуществлял мирные переговоры с местным населением. Однако действия войск Черняева при взятии в 1864 году крепости Аулие-ата, когда пострадало мирное население, глубоко возмутили Валиханова. После этого акта жестокости и зверства, произошедшего на его глазах, Чокан решил, что больше не будет участвовать в подобных походах. Испытавший неимоверные страдания оттого, что он не смог защитить безвинных людей, он сильно переживал и просил разрешения полковника отправить его назад. Жестокостью Черняева был недоволен не только он один. Архивные данные свидетельствуют о том, что после Аулие-Аты несколько офицеров подали рапорт об отчислении из состава экспедиции.
По распоряжению начальника Зачуйского отряда Черняева 8 июня 1864 года из Аулие-Аты в укрепление Верное (ныне г. Алма-Ата) отправился сводный батальон, состоящий из одной сотни, нескольких стрелковых рот и 50 казахских милиционеров, принявших участие в походе. Сводный батальон должен был сопровождать вольнонаёмных бычников, 268 пленных сарбазов и отрядных верблюдов. С этим отрядом по разрешению Черняева вернулись в Верное военный инженер капитан Криштановский, штабс-ротмистр султан Чокан Валиханов, командир казахской милиции, ротмистр султан Гази Валиханов, художник Знаменский, капитан Васильев, штабс-капитан Семёнов и подпоручик Грязнов

### Последний год жизни
Чокан, разочарованный в походе на Аулие-Ату, добрался до Верного 24 июня. Начальника Алатауского округа и казахов Старшего жуза генерала-майора Г. А. Колпаковского в крепости не оказалось. В это время он уехал, чтобы разобраться в конфликте, случившемся на китайской границе. 5 июля Чокан написал ему рапорт: «Возвращаясь из экспедиции с Аулие-Ата по месту службы в г. С.-Петербург, покорнейше прошу Ваше превосходительство выдать мне, с будущим, для обратного следования подорожную и прогонные деньги». 7 июля заместитель Колпаковского письменно уведомил его, что выдать подорожную и прогонные деньги до Петербурга не может, ибо уполномочен только в пределах Семипалатинской области, а поэтому выдаёт подорожную до областного города. «На дальнейший проезд от Семипалатинска до С.-Петербурга вашему благородию следует обратиться за подорожной в управление Военного губернатора Семипалатинской области». Валиханову выдаётся подорожная на получение одной пары почтовых лошадей, и во второй половине июля он выезжает из Верного.
Но доехав до Алтынемелского пикета, заболевший Чокан был вынужден сделать остановку в ауле старшего султана полковника Тезека Нуралина, расположенном в четырёх верстах от названного пикета. Он думал отдохнуть несколько дней здесь у четвероюродного родственника (они оба правнуки Абылай-хана), поправиться и потом ехать дальше. Но этого не получилось. Он по болезни вынужден был остаться в ауле Тезека до наступления осени.
Тем временем Чокана разыскивал начальник штаба Отдельного Сибирского корпуса в Омске А. Кройериус. В начале сентября 1864 года Колпаковский получает от генерал-майора Кройериуса следующий запрос: «Начальник Кокандской передовой линий от минувшего июля № 450 уведомил, что находившийся при Зачуйском экспедиционном отряде в качестве переводчика штабс-ротмистр Валиханов отправился в г. Омск. А как со времени отправления Валиханова из Аулие-Ата прошло почти два месяца, и он до сих пор не явился сюда, то прошу Ваше Превосходительство предписать начальствующим лицам, состоящим в Алатауском округе, чтобы они навели справки по вверенным им частям, не находится ли где-нибудь Валиханов, и о последующим меня уведомить». 10 сентября Колпаковский ответил, что частным порядком ему стало известно, что Валиханов, доехав до Алтынемельского почтового пикета, заболел и сейчас находится в ауле султана Тезека Абылайханова.
В конце сентября Колпаковский лично выехал в сторону Кульджи на границу с проверкой и заехал в аул старшего султана для встречи с Чоканом. Увидев, что штабс-ротмистр не в состоянии выехать в путь, Колпаковский предлагает ему работу, которая будет соответствовать его состоянию… В это время изменились отношения между Китаем и Россией. После восстания тайпинов в провинциях Шаньси и Ганьсу, в Восточном Туркестане вспыхнула война мусульман против маньчжурских властей. И в Цинском государстве осознавали, что со стороны России понадобится дипломатическая и военная помощь.
Колпаковский предложил Валиханову наблюдать за ходом этих тревожных событий, происходящих в соседнем государстве, и всю полученную информацию, а также свои заключения по этому поводу отсылать ему. Илийский цзян-цзюн (генерал-губернатор) в последнее время стал часто обращаться с государственно важными письмами к начальнику Алатауского округа как к «Великого Российского государства управляющему провинцией и заведующему делами киргизов [киргиз-кайсаков] и бурутов». Они нуждались в переводах с маньчжурского языка на русский для дальнейшего ознакомления с ними Колпаковского. В обязанности Чокана вменялась и эта задача: он должен был принимать в ауле Тезека эту дипломатическую почту кульджинских властей и, подготовив переводы, отправлять их генерал-майору Колпаковскому.
Опасаясь выехать в Омск по причине болезненного состояния, и ещё думая о создавшейся невыносимой обстановке западносибирской администрации к нему, Чокан решил пока не возвращаться туда. Подумав об этом, он принял предложение Колпаковского и осознал, что, даже оставшись в этих краях, он может выполнять значимые дела, имеет возможность наблюдать за развитием национально-освободительного движения мусульман в Китае, может внести вклад в дальнейшее исследование истории Восточного Туркестана, как один из самых лучших знатоков этой темы. А Колпаковский предлагает ему эту возможность.
К тому же в ауле Тезека Нуралина его удерживало ещё одно обстоятельство. У Тезек-султана был двоюродный брат — Кошен Ералин. Он имел дочь, степную красавицу с лучезарными глазами. Звали её Айсары. Чокан понял, что к ней его притягивает прекрасное чувство. Немного времени спустя молодые сообщили о своём чувстве родителям. Золотой осенью, когда началось пышное увядание природы, состоялось их бракосочетание.
Чокан прожил в этих краях всего лишь около десяти месяцев. Первые три-четыре месяца он провёл вместе с аулом старшего султана на джайляу Куренбель, затем — на осенних кочевьях возле перевала Алтынемел. А остальное время жил на зимовье Тезека-торе, расположенном в лощине под названием Тонирек, в которой и в зимние месяцы тепло и солнечно. Во всех письмах, адресованных Колпаковскому, он в большинстве случаев указывал название этой местности — Тугерек (Тонирек).
Можно сказать, что в ту зиму аул старшего султана полковника Тезека Нуралина стал центром, куда стекался поток информации о восстании мусульман, бушующем в долине Или на китайской территории. С этого зимовья Чокан Валиханов, борясь с осложнившейся болезнью, страдая от немощности, всю полученную информацию отсылал генерал-майору Колпаковскому. Именно эти его письма и записки через многие годы послужили для историков ценными фактическими доказательствами многих событий того времени. Эти письма досконально рассказывают, как развивалось восстание в Кульджинском крае, чем оно было чревато и чем закончилось.
Чокан, считавший своим долгом докладывать в письмах Колпаковскому о ситуации в Илийском крае все, вплоть до мелочей, писал и о том, что в ту зиму его болезнь прогрессировала. В конце письма от 2 декабря 1864 года он добавляет: «У меня побаливает грудь. Не будете ли тем добры, выслать мне мазь из рвотного камня или что-нибудь другое (только не мушку), чтобы вызвать нарывы на груди и ещё что-нибудь способствующее отделению мокроты…». А в другом письме, написанном 19 февраля 1865 года (это письмо пока считается самым последним из записей Чокана), ясно прослеживается, что состояние его здоровья стало ещё хуже. Он только перед этим писал Колпаковскому, которого перевели военным губернатором Семипалатинской области: «Кроме того, я сам сильно болен — когда вы уезжали, я был простудившись: болела грудь и горло. На горло я мало обращал внимания и лечился от груди, между тем, теперь грудь поправилась, но горло разболелось так, что едва могу глотать пищу, голос совершенно спал. Попасть в Верное оказалось невозможным по трудности пути и по неимению экипажа, и я отдал себя в руки киргизского врача — невежды, который поит бог знает чем. Всё-таки это лучше, чем умирать сложа руки. Как только будет лучше, я пришлю вашему превосходительству особую подробную записку о причинах восстания и ходе его, как я сам понимаю, принимая во внимание исторические факты и постараюсь разузнать всё, что вами писано…». Исследователи обращают внимание, что почерк последнего письма, с расползанием букв, весьма характерен для слабеющего организма, — оно написано нетвёрдой рукой .
10 апреля 1865 года (по новому стилю — 22 апреля) из аула Тезека-торе по всей округе распространилась весть о кончине Чокана. Он прожил всего двадцать девять лет и семь месяцев. Это была очень трагическая весть для всего народа. Чокана похоронили на кладбище торе, в местечке под названием Кошентоган, на северном склоне горы Матай. С наступлением лета на его могиле построили из кирпича-сырца небольшое надгробие. На доске, прикреплённой к лицевой стороне мазара, было написано: «Вали сын Абылая, Чингис сын Валия, Чокан сын Чингиса». И тут же был написан отрывок молитвы из Корана. В 1881 году друзья Ч. Валиханова по поручению Туркестанского генерал-губернатора К. П. Кауфмана установили памятник в виде мраморной плиты. Надпись на плите гласила: «Здесь покоится прах ротмистра Чокана Валиханова, скончавшегося в 1865 году. Во внимание учёных заслуг Валиханова положен сей памятник генерал-лейтенантом Колпаковским в 1881 г.».
В 1958 году правительством Казахстана на могиле Чокана Валиханова установлен высокий гранитный обелиск. В канун 150-летия со дня его рождения здесь, вблизи аула Чокана, построен мемориальный комплекс (музей, памятник). Сюда приезжают деятели науки, литературы и искусства, туристы, чтобы почтить память великого казахского учёного.
Научные заслуги Валиханова, как исследователя Средней Азии и Восточного Туркестана, были признаны мировой наукой. Без ссылок на труды Валиханова не обходится ни один серьёзный учёный, изучающий историю, географию и этнографию народов Средней Азии и Казахстана. Это свидетельствует о непреходящей значимости трудов Валиханова.
Выдающийся русский востоковед, академик Н. И. Веселовский (1848—1918) писал о нём: «Как блестящий метеор, промелькнул над нивой востоковедения потомок казахских ханов и в то же время офицер русской армии Чокан Чингисович Валиханов. Русские ориенталисты единогласно признали в лице его феноменальное явление и ожидали от него великих и важных откровений о судьбе тюркских народов, но преждевременная кончина Чокана лишила нас этих надежд. За неполных тридцать лет он сделал то, что другие не смогли сделать за всю свою жизнь».

### Домыслы о смерти
В печати временами появляются разные версии о смерти Чокана, якобы он умер не от туберкулёза, его преднамеренно убили (отравили или застрелили). При этом, в качестве доказательств выдвигаются два архивных документа, «датируемых» последними месяцами жизни Чокана, вошедших в ІV том (1968 г.) первого собрания сочинения Ч. Ч. Валиханова, который был издан в 1961—1972 годах. Это текст донесения туркестанского генерал-губернатора от 11 февраля 1865 г., № 265 (так указано в тексте), направленного военному министру в Петербург. В нём говорится о распространении штабс-ротмистром Валихановым и его тестем, полковником Тезеком Аблайхановым возмутительных слухов между казахами и «сношении их с владетелем Кашгара Якуб-беком». Вследствие чего было предписано арестовать их обоих и «произвести над ними формальное дознание», признать невозможным оставить штабс-ротмистра Валиханова в Семиреченской области. На текст донесения наложена резолюция военного министра генерал-адъютанта Д. А. Милютина, повелевающая генерал-губернатору Западной Сибири А. П. Хрущёву «принять меры для наблюдения за штабс-ротмистром Валихановым, и если он полагает, что пребывание его в Сибирской степи столь же неудобно, как и в Семипалатинской области, то переместить бы его на жительство куда-нибудь подальше от степи». Далее приводится текст доклада начальника Главного штаба генерал-адъютанта графа Ф. Л. Гейдена от 7 апреля 1865 года за № 13 военному министру, в котором сообщается, что принято решение «о выселении находящегося в Семиреченской области штабс-ротмистра Валиханова на родину, в Сибирскую степь и о возможном перемещении его в один из кавалерийских полков внутрь империи» .
Однако при внимательном изучении этих документов более осведомлённый читатель заметит ряд деталей, не соответствующих реалиям указанного времени. Первое — это заголовок документа «Донесение туркестанского генерал-губернатора». Следует напомнить, что Туркестанское генерал-губернаторство, во главе которого и находился генерал-губернатор, было образовано лишь 11 июля 1867 года. И второе — генерал-лейтенант А. П. Хрущёв был назначен на пост генерал-губернатора и командующего войсками Западносибирского округа 28 октября 1866 года. К тому же остаётся добавить, что государство Йеттишар (Семиградье) в Восточном Туркестане («сношении их с владетелем Кашгара Якуб-беком») возникло лишь в 1867 году. Таким образом, в 1865 году процитированные документы не могли быть составлены.
В действительности же означенные документы имели отношение к троюродному брату Чокана — Гази Булатовичу Валиханову, получившему чин штабс-ротмистра в 1867 году, который также состоял в родстве со старшим султаном Тезеком, женившись на его дочери. (Гази Валиханов позже стал полковником лейб-Гвардии Атама́нского полка, впоследствии — генерал от кавалерии. Убит прислугой в 1909 году в Петербурге). Как известно, Чокан с 10 марта 1865 года имел чин ротмистра. Но неразборчивые почерки канцеляристов, одинаковая фамилия, общность и степень родства с Тезеком ввели в заблуждение составителей четвёртого тома сочинений и послужили поводом к отнесению этих документов к разряду материалов о Чокане Валиханове.
События, описанные в этих документах, в самом деле происходили в 1869 году, что и подтверждается архивными сведениями. Поэтому эти документы, не имеющие никакого отношения к Чокану, не вошли во второе пятитомное собрание сочинений Ч. Валиханова (ответственный редактор академик А. Маргулан) вышедшего в 1984—1985 годах. Но некоторые «исследователи», не полностью вникая в эти научные факты, предпочитают выдвигать разные версии о недоверии царской власти к Ч. Валиханову, то есть о его преднамеренном убийстве.
Вот слова профессора сравнительной тюркологии Казанского университета Н. Ф. Катанова, приведённые в воспоминаниях Заки Валиди:
«Из монголов и восточных тюрков на путь востоковедения встали три человека — Доржи Банзаров, Чокан Валиханов и я. Каждый посвятил себя полностью русской литературе. Я отрёкся от шаманства и стал христианином, служу их науке. Чокан и Доржи умерли от водки, не достигнув и 35 лет, ибо наши русские коллеги ничему, кроме выпивки, нас не научили. Ты будешь четвёртым человеком в этой среде, но будь осторожен. Культурная среда, где я родился и вырос, не является столь мощной, как мусульманство, бытие нашего народа плачевно, да и в русской среде мы остались чужими…»

## Этапы жизни
- 1853 год — Окончил Сибирский кадетский корпус в Омске, где учился и дружил с будущим известным учёным и путешественником Г. Н. Потаниным. Поступил на службу в Сибирское линейное казачье войско, назначен к исправлению должности адъютанта при командире Отдельного Сибирского корпуса Густаве Гасфорте.
- 1854 год — Знакомство со ссыльными «петрашевцами», писателем Ф. М. Достоевским и поэтом С. Ф. Дуровым.
- 1855 год — Первая поездка в Семиречье.
- 1856 год — Экспедиция на Иссык-Куль. Поездка в Кульджу. Знакомство с учёным-путешественником Семёновым-Тян-Шанским. За отличие на службе произведён в поручики.
- 1857 год — Избран в действительные члены Императорского русского географического общества. Командировка в Семиречье для подготовки экспедиции в Кашгар.
- 1858 год, 28 июня — Под видом купца присоединился к каравану, направляющемуся из Семипалатинска в Кашгар.
- 1859 год, 12 апреля — вернулся с караваном в укрепление Верное (нынешний Алматы).
- 1860 год — В начале года приехал в Петербург. Доклад в Географическом обществе, интенсивная научная, общественная и литературная деятельность. Произведён в штабс-ротмистры, награждён орденом Св. Владимира 4-й степени.
- 1861 год, май — Возвращение на родину из Санкт-Петербурга.
- 1862 год — Выбран на должность старшего султана Атбасарского округа, но не утверждён генерал-губернатором.
- 1863 год — Участие в комиссии по сбору народных мнений о судебной реформе.
- 1864 год, март — июнь — Участие в Аулиеатинском походе М. Г. Черняева. Возмутившись расправой русских войск над мирным населением при взятии крепости Аулие-ата, он возвращается назад и, направляясь в Омск, задерживается в ауле старшего султана Тезек Нуралина в Семиречье (джайляу Куренбель, близ Алтынемельского пикета).
- 1865 год, 10 апреля — Скончался в ауле султана Тезек (южнее Алтынемельского перевала) от туберкулёза.

## Труды
- Валиханов Ч. Ч. «Аблай»[45]
- Валиханов Ч. Ч. «Киргизское родословие»[45]
- Валиханов Ч. Ч. «Записка о судебной реформе»[45]
- Валиханов Ч. Ч. «О мусульманстве в степи»[45]
- «Следы шаманства у киргизов»[45]
- «Chinese Turkestan and Dzungaria» by Capt. Valikhanov and other Russian travellers, «The Russians in Central Asia», London, Edward Stanford, 1865.
- «Сочинения Чокана Чингисовича Валиханова». (Записки Императорского Русского Географического Общества по отделению этнографии, том XXIX). СПб, 1904 г.
- Валиханов Ч. Ч. Собрание сочинений в пяти томах. Алма-Ата, 1961—1972.
- Валиханов Ч. Ч. Собрание сочинений в пяти томах. Алма-Ата, 1984—1985. http://meeting.nlrk.kz/result/ebook_46/index.html ; http://ru.b-ok.org/book/3119462/37e35d
- Валиханов Ч. Ч. Избранные произведения. Москва, Наука, 1986. — 414 с. http://ultramir.net/download/948933-valihanov_chch_izbrannie_prozvedeniya_1986_djvu.html
- Валиханов Ч. Ч. Этнографическое наследие казахов. Астана, Алтын Китап, 2007.
- Уәлиханов Ш. Ш. Көп томдық шығармалар жинағы (Собрание сочинений в шести томах). На казахском языке) — Алматы: Толағай групп. — 2010.
- Валиханов Ч. Ч. Записка о судебной реформе / Вступительня статья и примечания * С. Ф. Ударцева / Сер. «Жемчужины истории политической и правовой мысли». Алматы: ВШП «Әділет», 1999. — 102 с. (статья — с. 5 — 24; примечания — с. 74 — 98).

## Память
В 1966 году учреждена премия АН Казахстана им. Ч. Валиханова, присуждаемая за выдающиеся достижения в области общественных и географических наук, и в области изобразительного искусства и архитектуры.

### В топонимике и архитектуре
Казахстан

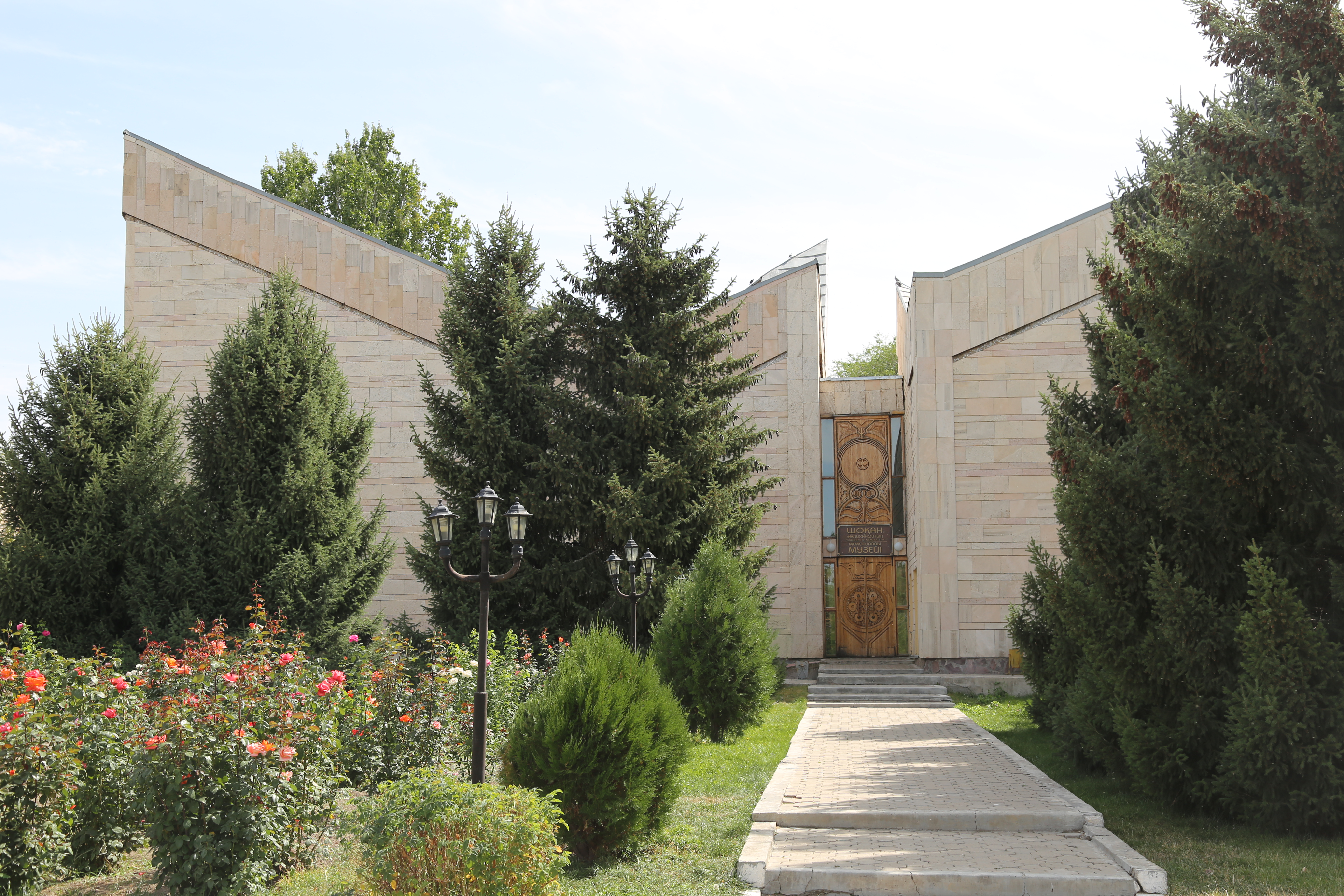
Музей Чокана Валиханова в селе Шанханай

- В историческом центре города Кокшетау есть памятник Чокану Валиханову (1971).[46]. Также в городе имя Чокана Валиханова носят Кокшетауский государственный университет (КГУ) и педагогический институт. У главного входа в КГУ им. Чокана Валиханова установлен памятник (бюст на высоком постаменте).
- На месте захоронения Валиханова (Кербулакский район Алматинской области) в 1988 году был построен мемориальный комплекс «Алтын-Эмель» с мемориальным музеем Валиханова[47].
- В Казахстане ему установлены пять памятников, а также один бюст:
  1. у мемориального комплекса Алтын-Эмель;
  2. в Алма-Ате перед зданием Академии Наук КазССР, скульптор Наурызбаев Хакимжан Исмаханович, открыт в 1969 году и венчает улицу его имени[48];
  3. в Павлодаре на улице Торайгырова (ранее Куйбышева) установлена парная бронзовая скульптура «Чокан Валиханов и Г. Н. Потанин»;
  4. в Семипалатинске у музея Достоевского установлена парная бронзовая скульптура «Чокан Валиханов и Ф. М. Достоевский» (1977)[49].
- В г. Атбасар (Акмолинская область) в его честь названа одна из центральных улиц.
- В 2005 году в Петропавловске в областном историко-краеведческом музее в рамках Года России в Казахстане открыта мемориальная доска с бронзовым барельефом Валиханова и Достоевского.
- Имя Чокана Валиханова присвоено Кадетскому корпусу Министерства обороны Республики Казахстан в городе Щучинск
- Именем Чокана Валиханова также названы — Институт истории, археологии и этнологии НАН РК, школа № 68 и улица в центре Алматы, вершина хребта Заилийский Алатау (4234 метра), библиотека в Таразе.
- Родник в национальном парке Алтын-Эмель.
- Практически в каждом городе Казахстана есть улица Валиханова или школа, названная в его честь.

Кыргызстан
В Бишкеке название одна из больших улиц.
Россия
- Улица Чокана Валиханова в центре Омска.
- На здании Омского кадетского корпуса, где учился Валиханов, установлена мемориальная доска.
- Памятник в Омске на улице Валиханова у здания консульства Республики Казахстан (открыт в 2004 году).

Антарктида
- Гора Валиханова (Земля Королевы Мод, 71°48′ ю.ш., 12°15′ в.д., гора открыта и нанесена на карту в 1961 году Советской Антарктической экспедицией, название присвоено в 1966 году)[50].

### В кино
- «Чокан Валиханов» (1957) (также известен как «Его время придёт» (1957)). Художественный фильм киностудии «Казахфильм». Режиссёр Мажит Бегалин, в главной роли Нурмухан Жантурин.
- «Чокан Валиханов» (1985), (к 150-летию со дня рождения). Многосерийный художественный телефильм киностудии «Казахфильм». Режиссёр Асанали Ашимов, в главной роли Саги Ашимов (1961—1999).
- «Человек в мундире» (2006). Документальный фильм режиссёра Игоря Гонопольского.
- «Достоевский» — 2010, в роли Чокана Валиханова — Саид Дашук-Нигматулин.
- «Ваш весь Федор Достоеский» (2021). Игровой фильм режиссёра Константина Харалампидиса, премьерный показ которого состоялся 11 ноября 2021 года в Алма-Ате, в день 200-летия классика мировой и русской литературы Ф. М. Достоевского. Чокана Валиханова сыграл руководитель Карагандинского русского драматического театра имени Станиславского, актёр Дунай Еспаев.

### Иллюстрации и почтовые марки

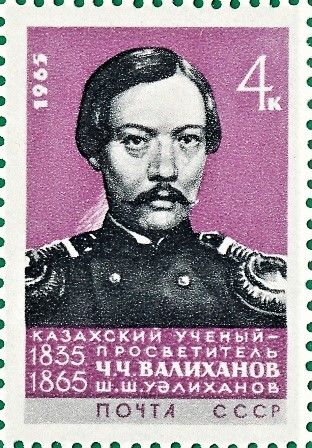
Почтовая марка СССР из серии «Учёные нашей Родины», посвящённая Ч. Ч. Валиханову, 1965, 4 копейки (ЦФА 3154, Скотт 2971B)
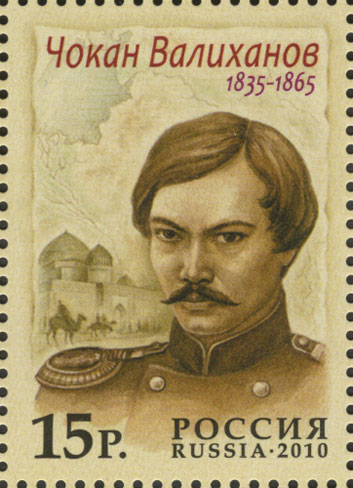
Почтовая марка совместного выпуска Россия—Казахстан, 2010
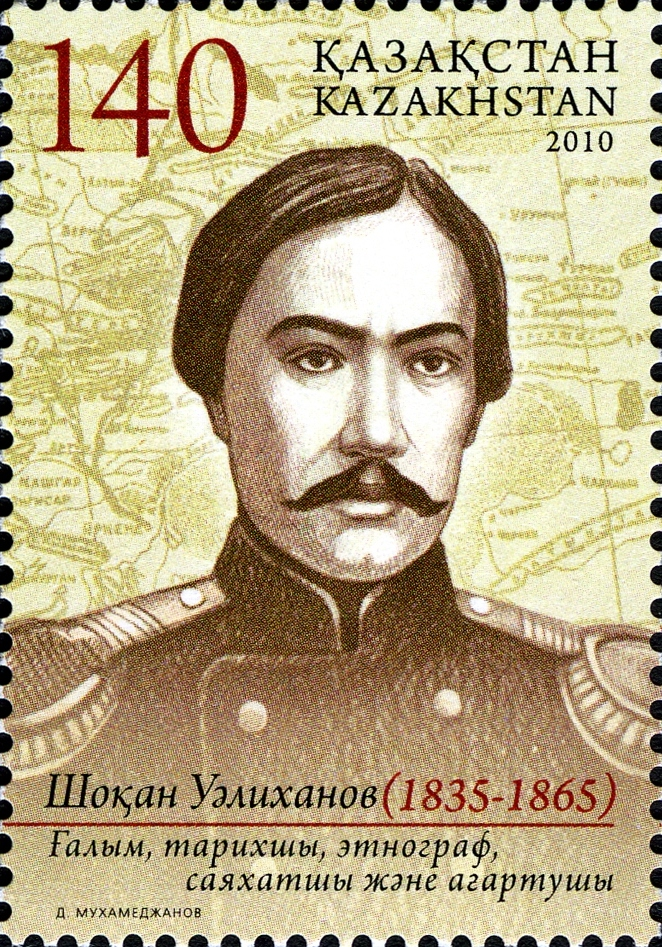
Почтовая марка Казахстана, 2010
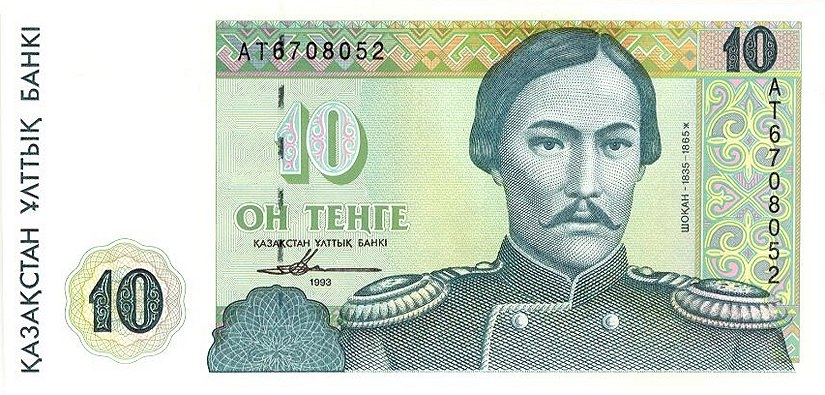
Изображение на первой серии казахстанских банкнот, 1993
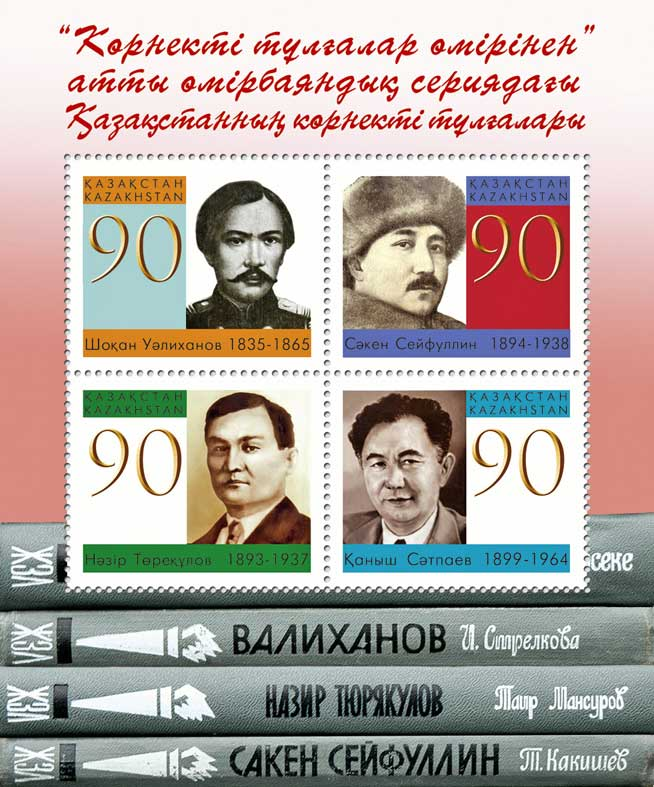
Почтовый блок Казахстана, 2006 год: Валиханов, Сейфуллин, Тюрякулов, Сатпаев